# Medal Ignacego Paderewskiego
Medal Ignacego Paderewskiego – medal okolicznościowy Stowarzyszenia Weteranów Armii Polskiej w Ameryce (SWAP). Ustanowiono go w 2008 dla żyjących członków SWAP i Korpusu Pomocniczego Pań, dla dzieci i wnuków weteranów, a także dla tych osób spoza organizacji, które swoją działalnością czy dokonaniami szczególnie zasłużyli się dla Polski i Polonii. Obdarowani medalem otrzymują także okolicznościowy dyplom.
Medal zaprojektowany został przez rzeźbiarza Andrzeja Pityńskiego, komendanta Placówki 123 SWAP w Nowym Jorku. Awers medalu przedstawia profil Ignacego Jana Paderewskiego, rok jego urodzin i śmierci, rewers pokazuje godło SWAP. Wstążka jest koloru turkusowego, nawiązującego do koloru mundurów Błękitnej Armii generała Hallera, z  trzema pionowymi paskami w kolorze zakrzepłej krwi.